# 许迈格普拉高
许迈格普拉高，是匈牙利维斯普雷姆州所辖的一个村，总面积5.79平方公里，总人口633，人口密度109.3人/平方公里（2010年1月1日）。